# Не ждали
«Не жда́ли» — картина русского художника Ильи Репина (1844—1930), датируемая 1884—1888 годами. Хранится в Государственной Третьяковской галерее в Москве (инв. 740). Размер картины — 160,5 × 167,5 см. Полотно относится к так называемой «народнической серии» Репина, в которую, кроме него, включают картины «Перед исповедью» (1879—1885), «Арест пропагандиста» (1880—1889, 1892), «Сходка» (1883) и другие. Момент, изображённый на холсте, показывает первую реакцию на возвращение ссыльного членов его семьи. По разным интерпретациям, вошедший в комнату мужчина — либо революционер-народоволец, либо «народник более умеренных взглядов».
Репин работал над основным вариантом картины летом 1883 года на даче в Мартышкино под Санкт-Петербургом (хотя, возможно, работа над полотном была начата в 1882 году на подмосковной даче в Хотькове), а затем, осенью и зимой, в своей мастерской в Санкт-Петербурге. Картина была представлена на 12-й выставке Товарищества передвижных художественных выставок («передвижников»), открывшейся в Санкт-Петербурге в феврале 1884 года. Мнения критиков разделились — в частности, Владимир Стасов писал, что картина «Не ждали» — «самое крупное, самое важное и самое совершенное» произведение Репина, в котором «выражены трагические типы и сцены нынешней жизни, как ещё никто у нас их не выражал», а Алексей Суворин отмечал, что внешний вид ссыльного «совсем не гармонирует с его семьёй и вместе с тем ослабляет впечатление, производимое на зрителя картиною». В 1885 году картина была куплена у автора Павлом Третьяковым. Тем не менее впоследствии Илья Репин продолжал её дорабатывать — в 1885, 1887 и 1888 годах он вносил в неё изменения, которые главным образом касались лица входящего мужчины.
Художник и искусствовед Игорь Грабарь писал, что картины «Не ждали» и «Иван Грозный и сын его Иван» (1883—1885) стали «высшими точками в творчестве Репина как по силе выражения, так и по живописной мощи». Искусствовед Дмитрий Сарабьянов отмечал, что картина «Не ждали», показывающая «самый многогранный, обаятельный образ одного из героев своего времени», является «одной из вершин русской живописи XIX века». По словам искусствоведа Алексея Фёдорова-Давыдова, «Не ждали» — «выдающееся полотно Репина по красоте и мастерству её живописного решения», и оно является «самым значительным и монументальным» из произведений художника на революционные темы.

## История

### Предшествующие события
В 1871 году Илья Репин закончил семилетнее обучение в Академии художеств. В том же году за полотно «Воскрешение дочери Иаира» (ныне в Государственном Русском музее) он был удостоен большой золотой медали Академии, получив звание классного художника 1-й степени, а также право на пенсионерскую поездку за границу. До выезда из России Репин закончил большое полотно «Бурлаки на Волге» (ныне в ГРМ), над которым он работал в 1870—1873 годах. В 1873—1876 годах художник жил и работал за границей, в основном во Франции.

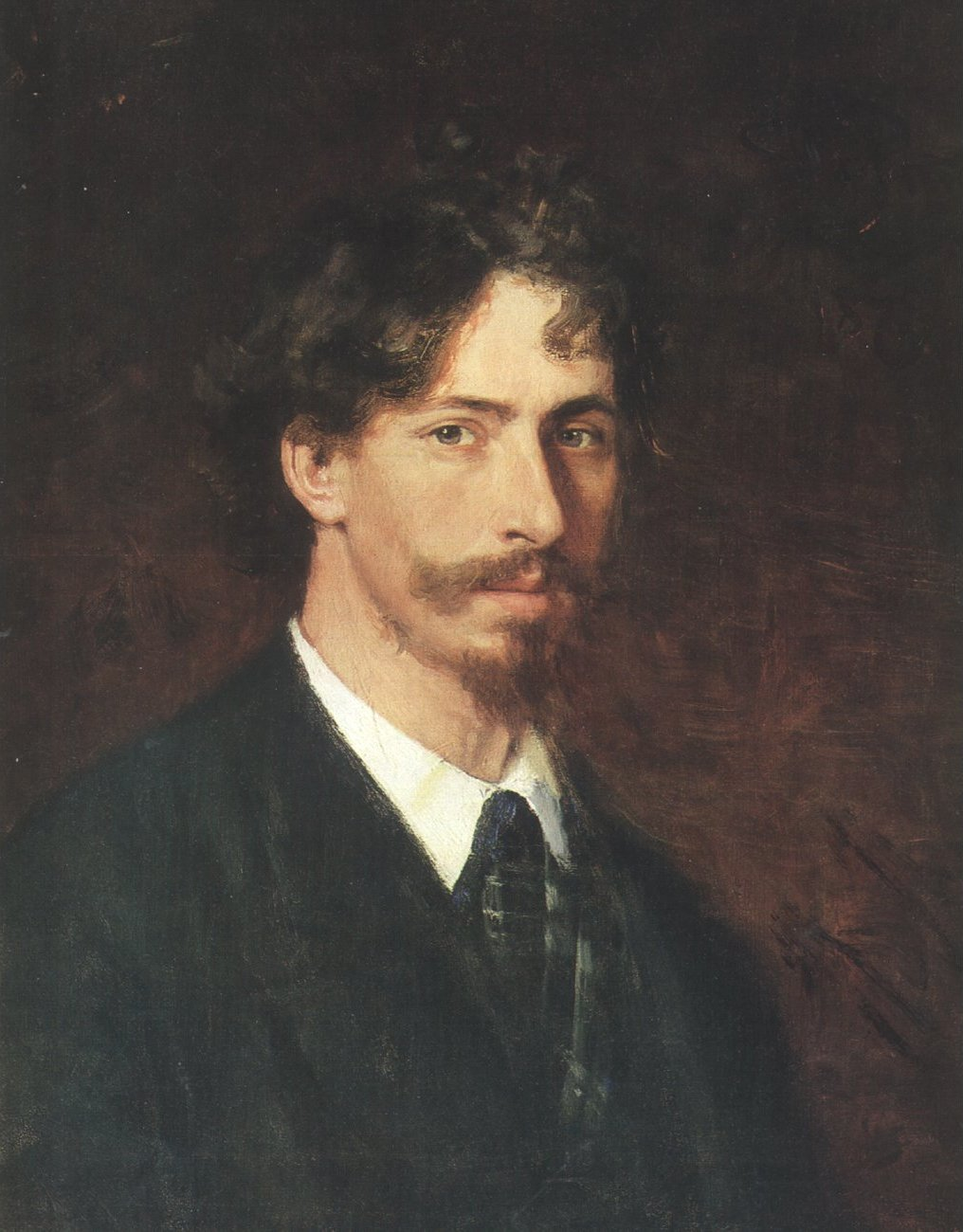
Автопортрет И. Е. Репина (1878, ГРМ)

В июле 1876 года Репин вернулся из Парижа в Санкт-Петербург, а в октябре того же года отправился в свой родной город Чугуев, расположенный в Харьковской губернии, где (с небольшими перерывами) пробыл до сентября 1877 года. После этого он возвратился в Москву, где жил и работал в течение последующих пяти лет. Начиная с 1877 года Репин работал над темой крестного хода. Работа над основным вариантом картины, получившим название «Крестный ход в Курской губернии», была начата в 1880 году в Москве, а завершена в 1883 году в Санкт-Петербурге, куда художник переехал в сентябре 1882 года, сняв квартиру на Екатерингофском проспекте. Ещё до переезда, в письме от 2 января 1881 года, Репин писал художественному критику Владимиру Стасову: «…переселюсь в Петербург и начну давно задуманные мною картины из самой животрепещущей действительности, окружающей нас, понятной нам и волнующей нас более всех прошлых событий».
В начале 1880-х годов Репин находился под большим впечатлением от убийства императора Александра II, совершённого 1 марта 1881 года, а также от публичной казни принимавших в нём участие народовольцев-первомартовцев, которая состоялась 3 апреля того же года. Хотя в 1881 году художник жил в Москве, 1 марта он оказался в Санкт-Петербурге — по совпадению, именно в этот день там открывалась 9-я передвижная выставка, на которой экспонировалось несколько его картин. В начале апреля Репин, по всей видимости, специально приезжал из Москвы, чтобы присутствовать на казни народовольцев.
В середине — конце 1870-х годов Репин задумал создать серию картин, которую впоследствии называли то революционно-освободительной, то народовольческой, а в ряде более поздних публикаций — народнической. Самой ранней из этой серии считается картина «Под конвоем. По грязной дороге» (1876, ГТГ), за которой последовали два варианта «Ареста пропагандиста» (1878 и 1880—1889, 1892, оба в ГТГ), «Перед исповедью» (или «Отказ от исповеди», 1879—1885, ГТГ) и «Сходка» (или «При свете лампы», 1883, ГТГ).
В марте 1883 года в Санкт-Петербурге открылась 11-я передвижная выставка, на которой были представлены «Крестный ход в Курской губернии» и ряд других произведений Репина. Во второй половине мая того же года Илья Репин вместе с Владимиром Стасовым отправился в зарубежную поездку, во время которой они посетили Берлин, Дрезден, Мюнхен, Париж, Мадрид, Венецию, а также ряд городов Нидерландов. В начале июня Репин вернулся в Санкт-Петербург, а вскоре после этого поселился в дачном посёлке Мартышкино близ Ораниенбаума — на даче, которую он снял у местного жителя Дмитрия Константинова (дом, где жил Репин, до настоящего времени не сохранился).

### Малый вариант картины и работа над большим полотном
У картины «Не ждали» есть два варианта — малый (часто называемый «первым»), датируемый 1883—1898 годами, и большое полотно, датируемое 1884—1888 годами. Среди исследователей творчества Репина нет единого мнения о том, когда была начата работа над большой картиной, — возможные даты варьируют от 1878—1879 годов до середины 1883 года. По свидетельству Всеволода Мамонтова, сына мецената Саввы Мамонтова, интерьер комнаты на полотне «Не ждали» был взят Репиным с подмосковной дачи в Хотькове, где художник жил летом 1882 года; по его же словам, образ горничной был написан с девушки Нади, которая в то время работала у Репиных. В других источниках утверждалось, что картина была начата летом 1883 года в Мартышкине: Игорь Грабарь утверждал, что работа и над малым, и над большим вариантами картины велась «в те же летние и осенние месяцы 1883 г[ода], в мартышкинской даче, прямо с натуры», Алексей Фёдоров-Давыдов подтверждал, что «комнаты этой дачи и изображены на картине», а Ольга Лясковская писала, что для большого полотна Репин использовал «ту же комнату в Мартышкине, что и на маленькой доске».

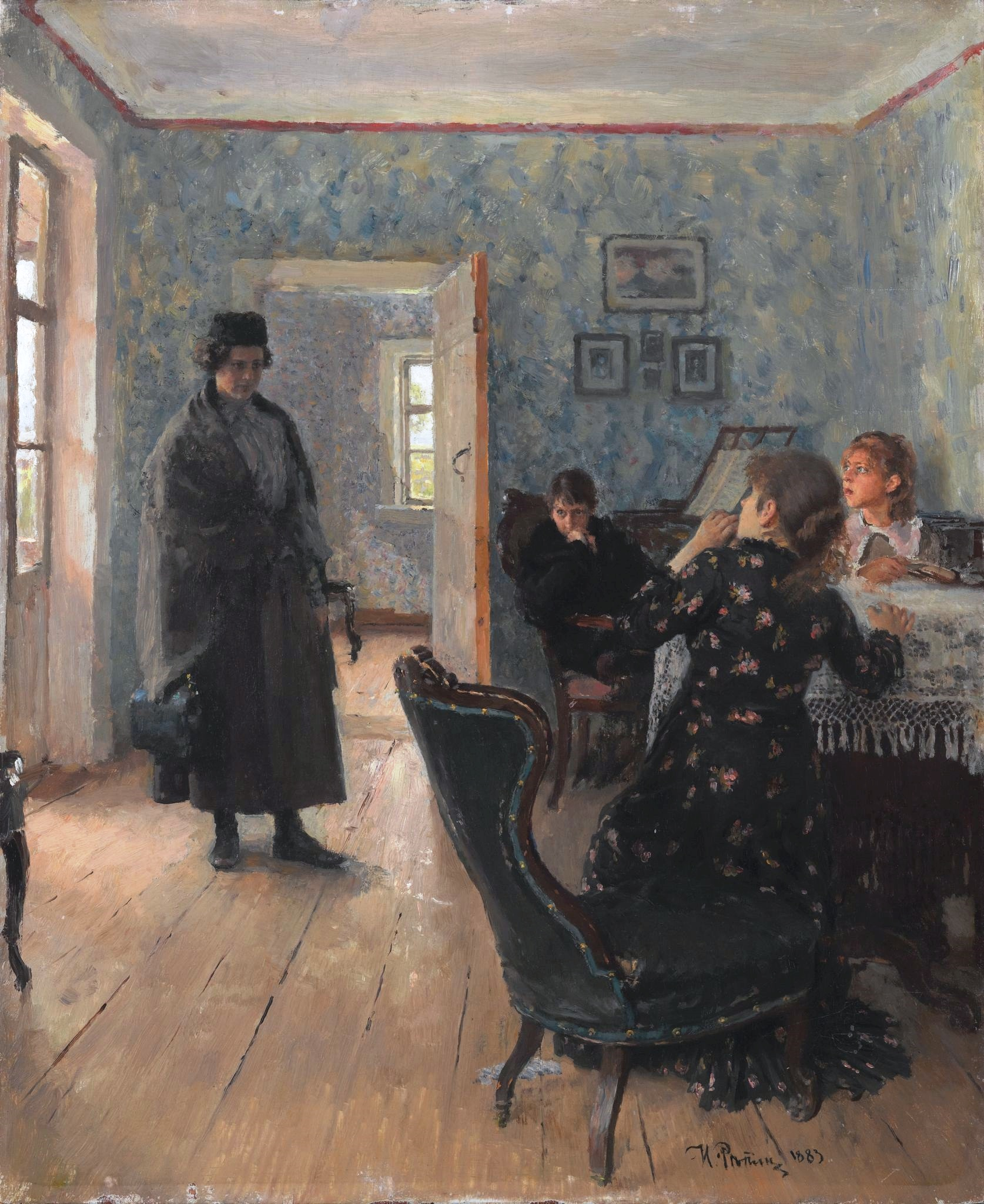
Не ждали (малый вариант картины, 1883—1898, ГТГ)

На малом варианте картины возвращающейся в семью была изображена девушка-курсистка. Эта картина, написанная маслом по дереву, была относительно небольшого размера, 45,8 × 37,5 см. Исследователи отмечали определённое сходство (в основном в одежде) между героиней Репина и девушкой, изображённой на полотне Николая Ярошенко «Курсистка», которое было представлено на 11-й передвижной выставке, открывшейся в марте 1883 года. В то же время трудно определить, кто был изображён входящим на самой первой версии, — женщина или мужчина. Известно, что Репин несколько раз переделывал этот образ. В частности, по свидетельству художника Ильи Остроухова, когда эта картина выставлялась в 1886 году на 5-й выставке Московского общества любителей художеств (МОЛХ), «вместо фигуры входящей девушки была фигура вернувшегося ссыльного»; в каталоге выставки информация о картине сопровождалась комментарием: «в первоначальном виде». По словам Остроухова, через несколько лет он снова увидел это произведение в мастерской у Репина, но на этот раз «прежняя фигура входящего была заменена новой» — на картине был изображён «„агромадный“ мужчина, опиравшийся на палку, занимавший своей громоздкой фигурой чуть не добрую треть всей доски, не соответствуя ни пропорциями, ни грубым письмом тонко, мастерски написанному окружающему». В 1898 году Репин взялся за доработку этого варианта картины, изменив образ входящего человека — им стала девушка, своим лицом напоминающая его дочь Надю. После этого художник послал своё произведение в магазин Аванцо в Москве, установив цену в три тысячи рублей. Оттуда картина сначала попала в собрание киевского коллекционера Варвары Ханенко, а затем была приобретена у неё Ильёй Остроуховым. В настоящее время первый вариант картины хранится в Государственной Третьяковской галерее (указываемая дата создания — 1883—1898, инв. 11162).
В том же 1883 году Репин работал и над основным вариантом картины, существенно бо́льшим по размеру, на котором в комнату входит мужчина. По мнению искусствоведа Ольги Лясковской, «вполне вероятно, что замысел второй картины на большем холсте был задуман Репиным тотчас же после того, как был выполнен первый», и не исключено, что «в какой-то период времени работа художника над обоими вариантами шла одновременно». Позировали художнику члены его семьи и другие знакомые. В частности, жена возвратившегося мужчины была написана с Веры Алексеевны, жены Репина, и Варвары Дмитриевны Стасовой, мать — с Евгении Дмитриевны Шевцовой, тёщи художника, мальчик — с Серёжи Костычева, сына соседей по даче (в будущем известного биохимика, профессора и академика), девочка — с Веры Репиной, дочери художника, а горничная — с прислуги Репиных. Некоторые источники упоминают, что для фигуры ссыльного Репину позировали художник Табурин (ни имя, ни инициалы не указаны) и несколько других мужчин.

Портрет В. В. Стасова (1883, ГРМ)

Осенью 1883 года Репин продолжил работу над картиной в своей мастерской в Санкт-Петербурге. Несколько раз художника навещал критик Владимир Стасов, который впоследствии подробно описал свои впечатления в письме к Павлу Третьякову, датированном 8 апреля 1884 года. По словам Стасова, в первый раз он увидел картину «Не ждали» «примерно в октябре» и «был сильно поражён фигурой и позой горничной, великолепным освещением и перспективой». В то же время остальное показалось Стасову «недостаточно интересным», и, в частности, ему не понравилась фигура ссыльного, о чём он и сказал Репину. Художник подтвердил, что он «сам бог знает как недоволен именно главною фигурой», «совсем выбился с нею из сил». Через несколько недель Стасов опять побывал в мастерской у Репина и увидел, что «многое подвинулось и усовершенствовалось в прочих фигурах»: некоторые из них были вовсе удалены с полотна — отец ссыльного, предупреждающий всех остальных о его прибытии, а также ещё фигура «какого-то старика»; а другие — в частности мать ссыльного и мальчик-гимназист — получили «много движения и выражения». Тем не менее, по мнению Стасова, «главная фигура продолжала быть неудачна и не типична как по позе, так и по лицу и выражению». В начале ноября 1883 года Стасов ещё раз зашёл в мастерскую и, «убедившись в этот последний раз, что дело не двигается вперёд в самом главном, в самом существенном, взял и перестал ходить к Репину» — по словам критика, «с ноября до марта я у Репина не был и ни единой чёрточки его картины не видал». В своём письме Стасов также напомнил Третьякову о их ноябрьской встрече, на которой он высказал мнение, что «картина неудачна, кажется, неудачной так и останется, потому что главная фигура, фигура ссыльного, есть во всех отношениях промах». Репину же Стасов говорил, что коренной ошибкой было то, что «ссыльный вошёл в комнату, остановился, словно статуя командора в Дон-Жуане, и декламирует», в то время как он «должен был бы идти, входить только; вот такой мотив и естествен, и прост…».
Когда Стасов увидел картину в следующий раз, он, по его словам, с восторгом и изумлением убедился, что «Репин шагнул просто громадно за эти последние месяцы», многое переделал, а для фигуры ссыльного «сделал по типу, выражению и позе то, о чём нельзя было в малейшей мере догадываться по прежним наброскам». По словам Стасова, «картина совершенно новая, очень мало имеющая общего с прежнею, а по типу и выражению главного действующего лица — решительно chef-d’œuvre всей русской школы». В окончательном варианте полотна Репин оставил только тех персонажей, которые, с его точки зрения, были необходимы для психологического раскрытия избранной им темы, а также для «сохранения действенности сцены».

### 12-я передвижная выставка и продажа картины
Полотно «Не ждали» было представлено на 12-й выставке Товарищества передвижных художественных выставок («передвижников»), открывшейся 26 февраля 1884 года в Санкт-Петербурге, а в апреле того же года переехавшей в Москву. Петербургская часть выставки проходила в доме Юсупова (Невский проспект, 86), а московская — в помещении Московского училища живописи, ваяния и зодчества. На выставке также были представлены и другие произведения Репина, среди которых были портреты Ивана Тургенева, Ивана Крамского, Владимира Стасова и Павла Третьякова.

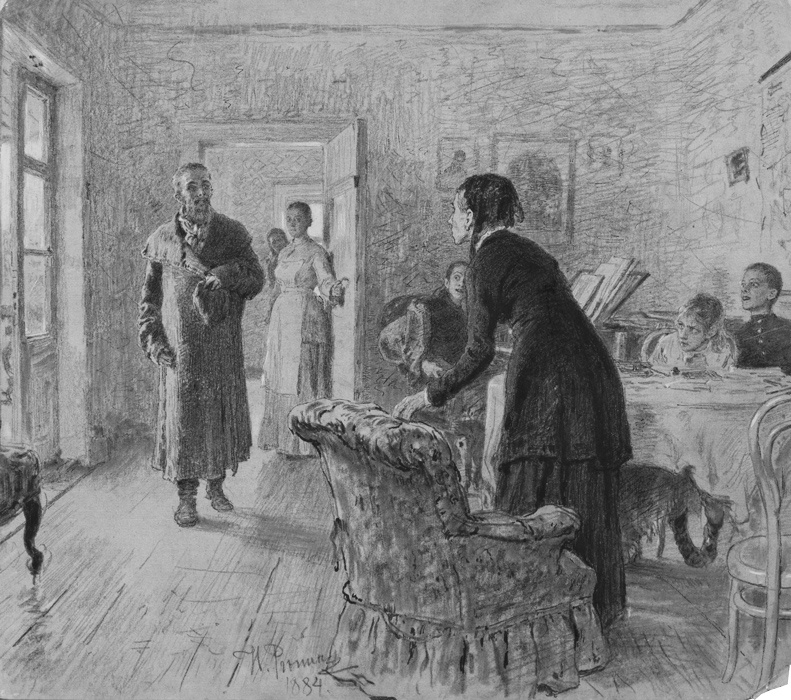
Не ждали (рисунок с версии картины 1884 года, СГХМ)

В статье «Наши художественные дела», вышедшей в издании «Новости и Биржевая газета» (номера за 15 и 19 марта 1884 года), Владимир Стасов писал, что картина «Не ждали» — «самое крупное, самое важное и самое совершенное» произведение Репина, в котором «выражены трагические типы и сцены нынешней жизни, как ещё никто у нас их не выражал». В то же время некоторые рецензенты критиковали новое полотно Репина, в частности, за отсутствие однозначной трактовки действующих лиц, включая главного персонажа. В газете «Новое время» (выпуск от 4 марта 1884 года) Алексей Суворин писал, что «вошедший мужчина имеет странный вид», который «как-то совсем не гармонирует с его семьёй и вместе с тем ослабляет впечатление, производимое на зрителя картиною». В статье «XII передвижная выставка картин», опубликованной в журнале «Русская мысль» (майский выпуск 1884 года), писатель Митрофан Ремезов, признавая достоинства полотна «Не ждали», в то же время отмечал некоторые недостатки — не вполне удачное расположение главных фигур, погрешности в перспективе, а также «неопределённость взаимных отношений изображённых на картине лиц».
Ещё до начала выставки, в письме от 9 февраля 1884 года, Репин спрашивал Третьякова: «В самом деле, Павел Михайлович, я не знаю, как считать — „Не ждали“ за Вами? или свободной? Вы как-то не ясно высказались в последнем письме. Впрочем, я, до окончания, всё равно не продам». В самом деле, поначалу Павел Третьяков не торопился покупать полотно «Не ждали». В письме от 28 февраля 1884 года он сообщил Репину: «В картине Вашей много достоинств, но есть и недостатки; содержание её меня не интересует, но на публику она, кажется, очень действует». Репин и сам был не вполне удовлетворён тем, как в картине решалась художественная идея, в частности — концепцией главного героя, возвратившегося ссыльного. В то же время члены семьи Третьякова не понимали, почему он сразу не приобрёл это полотно Репина. Александра Боткина, дочь Павла Третьякова и автор книги об истории создания Третьяковской галереи, писала: «Не знаю, почему Павла Михайловича не заинтересовала картина „Не ждали“, и она прибыла с Передвижной в Москву свободной. Я помню, в день открытия выставки мы вернулись домой взволнованные и недовольные. Мы напали на отца, как он мог не купить такую вещь. Я никогда не могла понять, что не удовлетворяло его в выражении лица вернувшегося».

Портрет П. М. Третьякова (1883, ГТГ)

В мае 1884 года 12-я передвижная выставка продолжила своё путешествие по другим городам Российской империи, побывав в Варшаве (в мае — июне), Одессе (в августе — сентябре), Елисаветграде (в октябре), Киеве (в ноябре — декабре) и Харькове (в декабре — январе). Сопровождавший выставку художник Павел Ивачёв сообщал из Одессы, что наибольшее впечатление на посетителей произвели картины «Не ждали» Ильи Репина и «Неутешное горе» Ивана Крамского, причём «от первой положительно все в восторге». По словам Ивачёва, по поводу полотна «Не ждали» «приходится выслушивать такую массу похвал», что он даже не помнит, отзывались ли о какой-нибудь из картин с предыдущих выставок «с таким единодушным энтузиазмом», как об этой. Из Елисаветграда Ивачёв писал, что перед картинами «Не ждали» и «Неутешное горе», в особенности перед первой, «постоянно толпилась куча народа; ахи, вздохи удивления, восторги, всему этому не было конца».
В письме от 7 декабря 1884 года Павел Третьяков, наконец, сообщил Репину о том, что он хотел бы купить картину: «Передвижная выставка идёт к концу, и потому теперь, когда она может быть уже на пути в последний город, я решаюсь предложить Вам свою цену за „Не ждали“: цена эта 5000 р[ублей]. Предлагаю не потому, что находил бы несправедливым более платить, а потому, что нужно же мне умерить свои расходы на созидание своей коллекции!» В ответном письме, также датированном декабрём 1884 года, Репин сообщил Третьякову о срочной телеграмме, полученной им от киевского мецената Ивана Терещенко, который «в первый раз видит конченной картину „Не ждали“ и спрашивает крайнюю и решительную цену». Далее Репин писал, что его всё ещё беспокоит фигура главного героя картины, и он собирается над ней поработать: «И потому я послал Терещенке, что я картину не продаю и намерен ещё поработать над нею. То же самое скажу и Вам теперь. Когда совсем кончу, тогда и буду продавать».
В начале 1885 года Репин закончил работу над ещё одним большим полотном — «Иван Грозный и сын его Иван 16 ноября 1581 года». Третьякову очень хотелось получить и эту картину в свою коллекцию, и ему удалось договориться с художником о её покупке за 14,5 тысяч рублей. Одновременно продолжались переговоры и о приобретении картины «Не ждали» — Репин хотел получить за неё 7 тысяч рублей, а Третьяков уговаривал его снизить цену на 500 рублей и продать обе картины за 21 тысячу. Однако Репин цену не снизил, в результате чего в начале февраля 1885 года была зафиксирована окончательная сумма — 21,5 тысяч, из которых 7 тысяч приходились на картину «Не ждали».

### Доработка картины
После этого Репин дорабатывал картину в 1885, 1887 и, наконец, в 1888 году. В основном эти более поздние изменения коснулись выражения лица входящего мужчины. Картина в том виде, в котором она была до изменений 1885 года, была сфотографирована Андреем Деньером, который в октябре 1884 года подарил эту фотографию художественному критику Владимиру Стасову (по другим данным, фотография была сделана Иваном Дьяговченко). Репин также сделал рисунок с версии 1884 года, который в настоящее время хранится в Саратовском художественном музее имени А. Н. Радищева (бумага ангерер, цинкография, тушь, карандаш, 24,5 × 27,5 см).

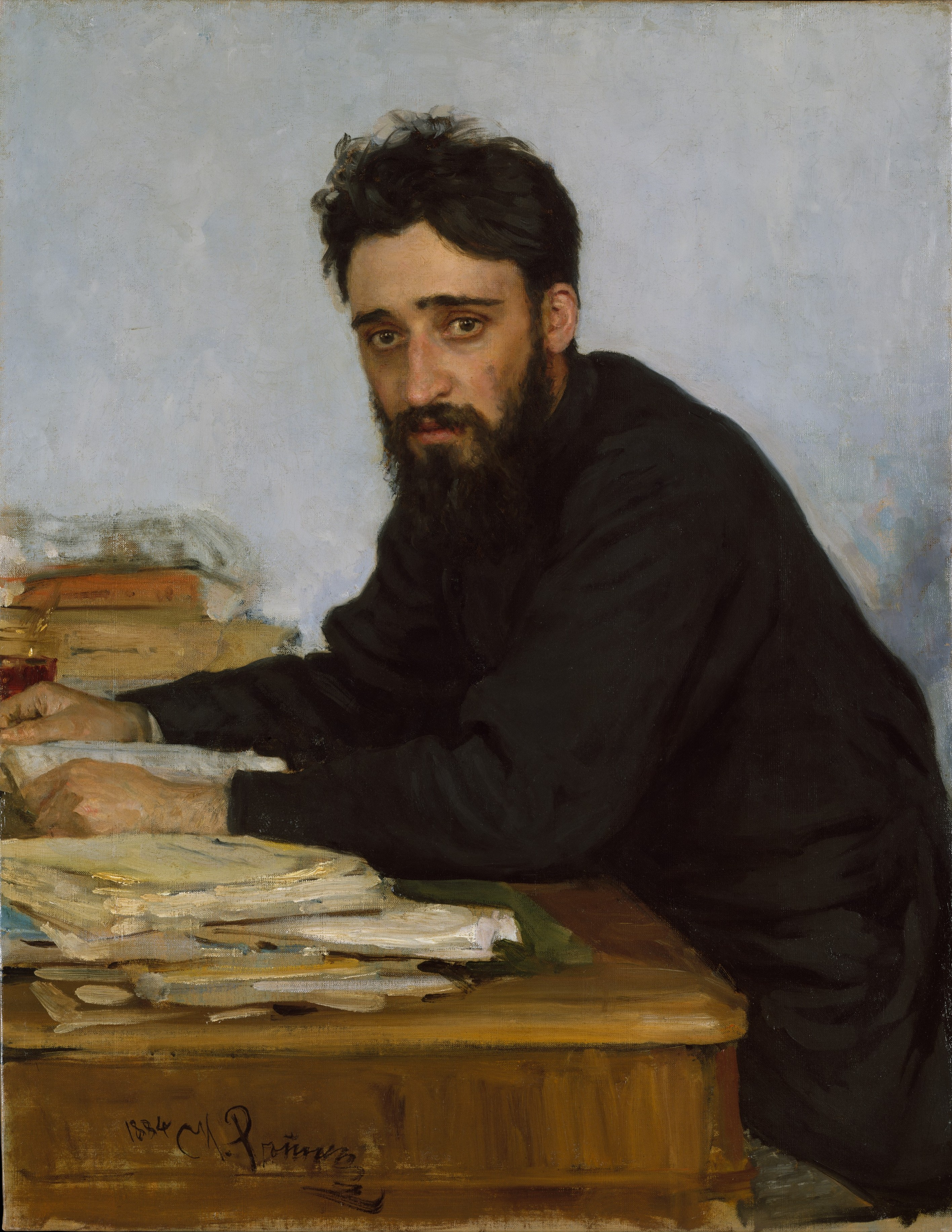
Портрет В. М. Гаршина (1884, Музей Метрополитен)

В феврале 1885 года, после возвращения экспонатов 12-й передвижной выставки из Харькова, картина «Не ждали» опять попала в мастерскую к Репину. В письме к Павлу Третьякову художник сообщал: «„Не ждали“ у меня, наконец; только сегодня рассмотрел её хорошо; и право — это недурная картина… Хоть бы и так оставить, но я лицо ему поработаю. Жалко, что Вам сделал уступку, обидно». В письме от 10 марта 1885 года Третьяков подтверждает: «Да, лицо в картине „Не ждали“ необходимо переписать; нужно более молодое и непременно симпатичное. Не сгодится ли Гаршин?». Вероятно, Репин в самом деле воспользовался этим предложением и придал входящему мужчине черты писателя Всеволода Гаршина, которого он хорошо знал и над портретом которого работал в 1884 году (в настоящее время этот портрет хранится в музее Метрополитен в Нью-Йорке). По-видимому, в промежуточном варианте картины 1885 года у лица ссыльного было наибольшее сходство с Гаршиным. Доработанное полотно было послано Третьякову 9 апреля 1885 года; в сопроводительном письме художник писал: «Посылаю Вам карт[ину] „Не ждали“; сделал, что мог. Застанет ли она Вас в Москве?»
16 августа 1887 года, оказавшись в Москве проездом из Ясной Поляны в Санкт-Петербург, Репин зашёл в Третьяковскую галерею с ящиком красок. В тот день Павел Третьяков был в отъезде, а галерея была закрыта для публики. Из сотрудников там были камердинер Третьякова Андрей Ермилов и его подручный Николай Мудрогель, в будущем многолетний хранитель Третьяковской галереи. По воспоминаниям Мудрогеля, Репин сказал им: «Вы не беспокойтесь. Я говорил с Павлом Михайловичем о поправке лица на картине „Не ждали“. Он знает, что я собираюсь сделать». Проникнув таким образом в галерею, Репин несколько часов провёл у полотна «Не ждали», существенно переделав голову входящего мужчины, а также внёс кое-какие поправки в картины «Иван Грозный и сын его Иван» и «Крестный ход в Курской губернии». Когда Третьяков увидел изменения в картине «Не ждали», они ему до такой степени не понравились, что он грозился уволить Ермилова и Мудрогеля, которые оправдывались тем, что они «и думать не смели о том, чтобы остановить автора картины, человека к тому же близкого со всей семьёй владельца галереи, его давнего друга и советчика».
Вернувшись в Санкт-Петербург, Репин в письме от 17 августа 1887 года написал Третьякову: «Вы уже, конечно, знаете, что вчера я был в Вашей галерее: я заправил, что нужно, в карт[ине] „Ив[ан] Гр[озный]“, исправил, наконец, лицо входящего в карт[ине] „Не ждали“ (теперь, мне кажется, так) и тронул чуть-чуть пыль в „Крестном ходе“ — красна была». Не получив определённого ответа, в письме от 24 августа Репин более настойчиво поинтересовался мнением Третьякова: «Пожалуйста, напишите, как Вы находите поправку головы входящего; о прочем я не спрашиваю, там сделаны почти незаметные глазу поправки». В письме от 13 сентября Третьяков вежливо ответил: «Поправка входящего хороша, но я в голове и прежде не находил недостатков».
Несмотря на это, в 1888 году Третьяков и Репин договорились о дальнейшей доработке полотна. В письме от 22 июля Репин просил при первой возможности прислать ему картину «Не ждали» и портрет Михаила Глинки, а 13 августа Третьяков подтвердил, что обе вещи, наконец, посланы. В том же письме Третьяков писал художнику: «Ужасно опасаюсь, как бы Вы, желая лучше, не сделали хуже, ведь художники часто портят свои вещи. Хорошо бы снять фотографию с головы, а то и лучше сделаете, а мне будет хуже казаться, и без сравнения нет доказательств — кто прав!». В письме от 29 августа Репин подтверждал получение — «вещи пришли идеально хорошо» — и рассказывал о своей работе над картиной «Не ждали»: «…кажется, я, наконец, одолел его», «картина „запела“». 18 сентября художник сообщил, что накануне обе картины — «Не ждали» и портрет Глинки — были посланы обратно в Москву. Искусствовед Ольга Лясковская полагает, что последняя доработка была проделана «по почину Репина, а не Третьякова», который, впрочем, не препятствовал желанию художника переписать голову входящего ссыльного. При этом, даже если фотография с предыдущей версии полотна и была сделана, она, по всей видимости, не сохранилась.
По мнению искусствоведа Татьяны Юденковой, в окончательном варианте 1888 года Репин «воскрешает трагическую фигуру писателя В. М. Гаршина, но не внешними своими данными, хотя и здесь можно найти определённое сходство, а некоторой хрупкостью и ранимостью (не слабостью) человеческой души и характера, всего внутреннего строя личности…».

### Последующие события

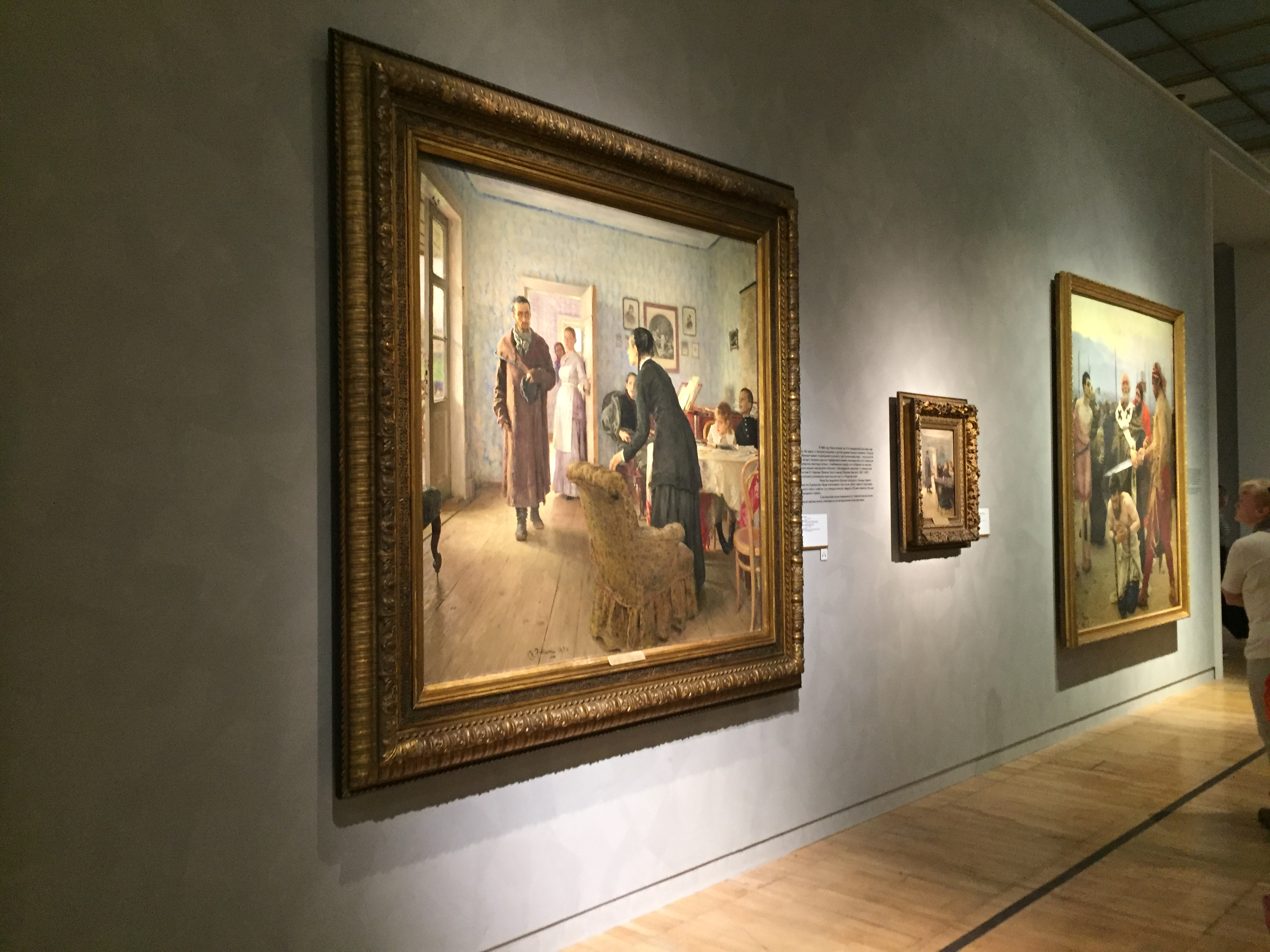
Картины «Не ждали» (два варианта) и «Николай Мирликийский избавляет от смерти трёх невинно осуждённых» на выставке 2019 года в Новой Третьяковке

Картина «Не ждали» экспонировалась на ряде выставок в СССР и России, в том числе на проходившей в Третьяковской галерее экспозиции, посвящённой 25-летию со дня смерти П. М. Третьякова (1923), и на персональных выставках Репина, состоявшихся в 1924 и 1936 годах в Государственной Третьяковской галерее в Москве, в 1937 году в Государственном Русском музее в Ленинграде, в 1957—1958 годах в Москве и Ленинграде, а также на юбилейной, посвящённой 150-летию со дня рождения художника выставке, проходившей в 1994—1995 годах в Москве и Санкт-Петербурге. В 1971—1972 годах полотно принимало участие в приуроченной к столетию ТПХВ выставке «Передвижники в Государственной Третьяковской галерее», проходившей в Москве, а в 1980—1981 годах — в выставке «Интерьер в творчестве русских и советских художников XIV—XX веков» (ГТГ). Оно также было одним из экспонатов юбилейной выставки к 175-летию со дня рождения Репина, проходившей с марта по август 2019 года в Новой Третьяковке на Крымском Валу, а затем, с октября 2019 года по март 2020 года, — в корпусе Бенуа Государственного Русского музея в Санкт-Петербурге.
Полотно также неоднократно экспонировалось в других странах Европы и Азии: в 1995 году — на персональной выставке Ильи Репина в галерее «Ретретти» в Финляндии, в 1996 году — на персональной выставке художника в южнокорейских городах Сеул и Пусан, в 2001—2002 годах — на организованной в Гронингене выставке «Илья Репин. Русский секрет», в 2005—2006 годах — на проходившей в музее Орсе в Париже выставке русского искусства второй половины XIX века, а в 2018—2019 годах — на проходившей в музеях Ватикана выставке «Русский путь: от Дионисия до Малевича». С марта по август 2021 года картина принимала участие в персональной выставке Ильи Репина, проходившей в Атенеуме в Хельсинки. С октября 2021 года по январь 2022 года эта экспозиция продолжилась в Пти-Пале в Париже.

## Сюжет, действующие лица и композиция
На картине изображён момент, когда в комнату неожиданно для присутствующих заходит мужчина — возвратившийся из далёких краёв политический ссыльный. Очевидно, его не ожидали, и поэтому различна первая реакция членов семьи на его возвращение. Несомненна радость женщины у рояля (по-видимому, жены ссыльного) и мальчика, сидящего за столом. Девочка смотрит настороженно — вероятно, она вообще ещё не поняла, кто этот мужчина. Во взгляде горничной, стоящей в дверях, чувствуется недоверчивое удивление и растерянность, из-за её спины так же удивлённо выглядывает кухарка. На переднем плане — пожилая женщина, мать возвратившегося мужчины. Её согбенная фигура передаёт глубокое потрясение от происходящего.
Фрагменты картины «Не ждали»
Главным психологическим узлом композиции картины является динамика фигур ссыльного и его матери, а также пересечение их взглядов. В этот первый момент возвращения фигура матери служит связующим звеном между её сыном, который пока ещё кажется чужим в этом светлом интерьере, и остальными членами семьи. Движение матери, связанное с неожиданным возвращением сына, подчёркнуто сдвинутым креслом, находящимся на переднем плане картины. Мать ссыльного одета в чёрное траурное платье и изображена со спины, её глаза не видны зрителю. Она с трудом выпрямляется, «словно избавляясь от многолетнего груза страданий». Убедительно написаны руки матери и жены ссыльного, сидящей у рояля.
Пространство картины, так же как и пространство комнаты, разделено на две неравные части распахнутой центральной дверью. В левой части, пронизанной светом и почти свободной от вещей, находится главный герой — возвратившийся ссыльный, позади которого стоят горничная и кухарка. В тот момент, который изображён на полотне, вошедший мужчина оказался на пересечении «осей» двух световых потоков, одна из которых направлена от открытой двери на зрителя, а другая — слева направо, от балконной двери к правой стене. Светлый фон подчёркивает трагичность фигуры ссыльного, одетого в тёмный армяк и стоптанные сапоги. Правая часть, в которой изображены члены его семьи, представляется более замкнутой; там же находятся стол и рояль. Взаимодействие левой и правой частей, в которых использованы разные уровни горизонта, создаёт «ту напряжённость, которая является неотъемлемым свойством картины „Не ждали“». Использование «двойной перспективы» не только придаёт композиции дополнительные напряжённость и динамику, но и ведёт к «множественности смыслов». Точку стыка двух пространств скрывает массивное кресло, доминирующее на самом переднем плане полотна.
Основной задачей художника было показать неожиданность возвращения ссыльного, а также всю гамму связанных с этим переживаний, как его самого, так и членов его семьи. Выражение лица возвратившегося мужчины, а также наклон его головы Репин переписывал по крайней мере трижды, как бы выбирая между возвышенно-героическим и страдальчески-усталым вариантами и в конце концов остановившись на вопросительно-неуверенном выражении, которое одновременно сочетало в себе и героизм, и страдание. В окончательном варианте облик возвратившегося мужчины ассоциировался с сюжетом «возвращения блудного сына». Искусствоведами также отмечалось, что композиция картины — в частности, фигура матери, встающей с кресла навстречу возвратившемуся сыну, — имеет аналогию с евангельскими сюжетами воскрешения Лазаря и ужина в Эммаусе; проводились аналогии и с картиной Александра Иванова «Явление Христа народу». При этом, по словам Владимира Стасова, Христос у Иванова «ещё идёт на что-то, а тот, в „Не ждали“, уже возвращается с чего-то», но «причины и мотивы — точь-в-точь одни и те же».
Исследователи творчества Репина часто называли главного героя картины «Не ждали» народовольцем. В период, когда многие революционеры-народовольцы были в длительной ссылке, возвращение одного из них в родной дом могло восприниматься как «неожиданное чудесное явление» или даже как «воскресение». По мнению историка Екатерины Щербаковой, герой картины — не народоволец, а «народник более умеренных взглядов». Она аргументировала это тем, что в связи с коронацией Александра III, состоявшейся 15 мая 1883 года, политической амнистии, затрагивающей народовольцев, не было, так что члены террористических организаций не могли досрочно выйти на свободу; если же ссыльному удалось бы бежать, то вряд ли он так открыто вернулся бы к себе домой.
Искусствовед Галина Чурак отмечала, что в картине «Не ждали» присутствует не только «красота пленэрной живописи», но и «маленький кусочек пейзажа», занимающий в ней «очень деликатное место»: через открытую балконную дверь видна умытая недавним дождём свежая зелень, от которой в комнату льётся поток влажного воздуха. По словам Чурак, присутствие пейзажа «вносит в драматическую коллизию сцены важную лирико-поэтическую струю, смягчающую драматический накал человеческих страстей».
Многие «мелочи» — такие как фигуры детей, сидящих за столом в правой части полотна, а также детали интерьера комнаты, — придают картине жизненность, жанровую убедительность и лирическую теплоту. К таким деталям относится образ девочки с характерно скрещёнными под столом ножками, а также вся с любовью написанная обстановка типичной квартиры интеллигентной семьи того времени. На правой стене висит большая географическая карта.
Интерьер квартиры украшен репродукциями, которые имеют значение для оценки политических настроений в семье и символики картины. Это портреты писателей-демократов Николая Некрасова и Тараса Шевченко, фотография императора Александра II, убитого народовольцами, на смертном одре, а также репродукция картины Карла Штейбена «На Голгофе», изображающая Христа перед распятием, — символ страдания и искупления, соотносившегося интеллигентами-революционерами со своей миссией. Искусствовед Алексей Савинов писал, что изображение штейбеновской «Голгофы» «должно было восприниматься зрителями как знакомая им вещь», указывающая «на всем известный пример самоотверженности ради высоких идеалов» и ведущая «к сопоставлению легендарного подвига с реальным подвигом революционного служения народу». Картина Штейбена, написанная в 1841 году, была хорошо знакома Репину, поскольку в 1861 году он делал настенную копию с этого произведения для одной из церквей под Чугуевом. В 1882 году оригинал полотна «На Голгофе» был приобретён Павлом Третьяковым для его галереи. Рентгенограмма картины «Не ждали» показала, что в более раннем варианте на месте репродукции «На Голгофе» находился «погрудный мужской портрет в овале, вписанный в прямоугольник», напоминающий сделанную в начале 1880-х годов Сергеем Левицким фотографию императора Александра III.
Репродукции на стене, изображённые на картине «Не ждали»
Среди прочих достоинств критики особо отмечали композицию и колорит картины. В частности, искусствовед Алексей Фёдоров-Давыдов писал, что совокупность композиционного и колористического решений этого произведения «представляет столь удачно найденное, ясное построение, что оно кажется само собой разумеющимся, непосредственно натуральным». Продолжая эту мысль, он отмечал, что на самом деле «натуральное здесь упорядочено и приведено в определённую систему, тем более строгую и гармоничную, что кажущаяся случайность живой действительности выполняет задачу показать возвышенную мораль, душевное благородство и величие поступков как естественную жизнь и чувства простых людей». По мнению Фёдорова-Давыдова, действующие лица картины Репина не только сохранили свою естественность, но и стали «столь же подлинно историчными героями, как это было в условной возвышенности героев исторической живописи прошлого».
Впоследствии похожая композиция использовалась в некоторых произведениях других художников — например, в картине «Опять двойка» Фёдора Решетникова (1952, ГТГ), композицию которой также связывают с картинами «Провалился» Дмитрия Жукова (1885, Вольский краеведческий музей) и «Опять провалился» Алексея Корина (1891, Калужский областной художественный музей).

## Эскизы и этюды

### Первый эскиз-набросок

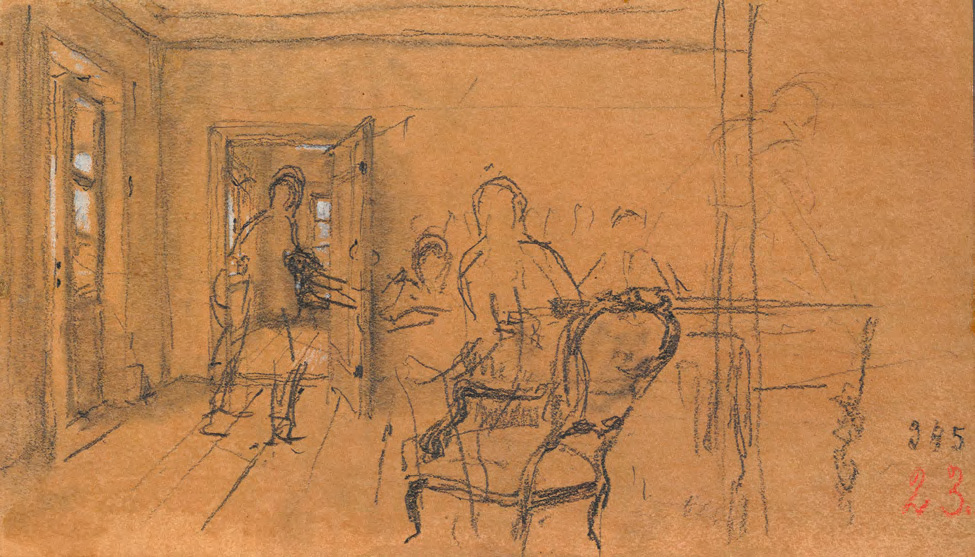
Не ждали (первый эскиз, ГТГ)

В Государственной Третьяковской галерее хранится так называемый «первый эскиз» картины «Не ждали» (бумага коричневая, графитный карандаш, растушка, белила, 9,9 × 17 см). Искусствовед Ольга Лясковская называла его «маленьким композиционным наброском» и писала, что он относится к тому периоду, когда художник, «задумывая картину на большом холсте, ещё колебался, какой формат он должен выбрать». В эскизе используется горизонтальный формат, но его правая часть отсечена вертикальной линией, проходящей через рояль. Искусствовед Людмила Андреева отмечала, что изначальный формат композиционного наброска был аналогичен пропорциям начатого полотна «Арест пропагандиста», но затем художник решил отсечь правую четверть изображения, приблизив формат к квадрату. На рисунке намечены фигуры входящего ссыльного и поднимающейся с кресла матери, однако отсутствует стол с сидящими за ним детьми.

### Живописные этюды
В Третьяковской галерее хранится живописный этюд для головы возвратившегося ссыльного — «Голова мужчины» (1882, холст, масло, 40,5 × 35 см, инв. Ж-415). Репин подарил его художнику-передвижнику Ивану Малинину (1866—1952) — об этом свидетельствует дарственная надпись в правой части полотна, в которой также подтверждено, что это произведение является этюдом к картине «Не ждали». Этюд был приобретён галереей в 1967 году у Т. И. Малининой. По мнению искусствоведа Натальи Зограф, по колористической трактовке и характеру образа этот этюд близок к жанровым произведениям Репина 1870-х годов, таким как «Арест пропагандиста» и другие.
В Государственном Русском музее находится этюд «Голова молодой женщины» (дерево, масло, 23,4 × 14 см, инв. Ж-1007), на котором изображена Варвара Дмитриевна Стасова. Этот этюд, входивший в собрание Николая Ермакова, поступил в музей в 1918 году. По словам искусствоведа Татьяны Юденковой, этот портрет, имеющий этюдный характер, «несомненно, выполнен в процессе работы над большим полотном».
Ещё один живописный этюд — «Голова мужчины», «Мужская голова» или «Голова ссыльного» — хранится в Башкирском государственном художественном музее имени М. В. Нестерова в Уфе (1884, холст на картоне, масло, 36,5 × 26 см, инв. Ж-279). Репин подарил этот этюд художнику Михаилу Нестерову, который впоследствии передал его в коллекцию уфимского музея. По словам Игоря Грабаря, на этом полотне представлен образ «типичного интеллигента 80-х годов». Ольга Лясковская писала, что «великолепная по живописи голова из Уфимского музея полна большой интеллектуальной силы, но лишь форма черепа и лба, густые брови над тёмными глазами напоминают образ входящего в картине 1884 года».
Живописные этюды для картины «Не ждали»

### Графические этюды
В процессе работы над картиной Репиным был создан ряд графических этюдов. Несколько рисунков, хранящихся в Третьяковской галерее и в хельсинкском Атенеуме, относятся к работе над образом входящего мужчины: «Фигура входящего», или «Идущий мужчина» (1883, бумага, графитный карандаш, 30,8 × 23,4 см, ГТГ), «Входящий мужчина» (1883, бумага, карандаш, 30,8 × 23,4 см, Атенеум, инв. A III 1754:15), «Этюд для двух фигур» (1883—1884, бумага, карандаш, 29,9 × 21,7 см, Атенеум, инв. A V 4457), «Фигура в рост и голова входящего» (1883—1884, бумага, графитный карандаш, растушка, 27,4 × 22,7 см, ГТГ, инв. Р-769, поступил из мюнхенского собрания М. Винклера) и «Входящий мужчина» (1884, бумага, карандаш, 30,7 × 23,5 см, Атенеум, инв. A III 1754:14).
Графические этюды для фигуры входящего мужчины
Известны графические этюды и для других действующих лиц из разных версий картины. В Третьяковской галерее хранится подготовительный рисунок для образа входящей женщины — «Девушка, идущая с портфелем» (конец 1870-х, бумага, графитный карандаш, 25 × 16,7 см). Ещё один рисунок для того же образа находится в Ростовском областном музее изобразительных искусств — «Женская фигура», или «Девушка с саквояжем» (1883, бумага, карандаш, 31,4 × 19,9 см, инв. ГН-29). В Государственном Русском музее хранится этюд для не вошедшего в окончательную версию картины персонажа — «Предупреждающий», или «Старик» (1883, бумага серая, графитный карандаш, растушка, 29,6 × 21,7 см); эту фигуру Репин рисовал со своего тестя — Алексея Ивановича Шевцова. В Национальной галерее в Праге находится этюд «Сидящая девушка со спины» (около 1882, бумага, графитный карандаш, растушка, 29,8 × 21,8 см) — по словам Ольги Лясковской, «превосходный рисунок», «один из лучших по тонкости моделировки». К подготовительным рисункам также относят находящийся в Русском музее «Портрет Веры Репиной в детстве» (1882, бумага зеленовато-серая, соус, уголь, мел, 54,5 × 38,3 см, инв. Р-7814, поступил в 1916 году от автора) и хранящийся в Третьяковской галерее набросок «Вера Репина» (1883, бумага, графитный карандаш, 36,8 × 26,5 см). Эти этюды, на которых изображена дочь художника, были использованы им для образа девочки, сидящей за столом.
Графические этюды для других персонажей

## Отзывы и критика
Критик Владимир Стасов высоко ценил картину «Не ждали», называя её шедевром всей русской школы и «одним из самых великих произведений новой русской живописи». В 1884 году, когда картина появилась на 12-й выставке передвижников, он писал: «Самая талантливая, самая замечательная картина целой выставки — картина Репина „Не ждали“. В ней всего более глубокого содержания, выражения светлой мысли. Она без румян и фальши изображает современность, её всего более оценила и полюбила за это публика».
В статье о 12-й передвижной выставке, опубликованной в мае 1884 года, писатель Митрофан Ремезов не во всём соглашался со Стасовым. Признавая, что картина «Не ждали» «есть несомненно выдающееся художественное произведение», он писал, что «нет в ней ровно ничего великого и из картин самого г. Репина это не лучшее произведение». Главный недостаток композиции, по мнению Ремезова, состоит в «некоторой разрозненности и несоразмерности главных фигур» — в частности, в постановке фигуры матери спиной к зрителям, следствием которой явился неудачный ракурс её лица. Отмечая «погрешности против перспективы» в правой части полотна, Ремезов писал, что «левая сторона с дверью в сад, с другой дверью, отворённою в следующую комнату, и фигуры прислуги — образцово хороши», а фигура вошедшего мужчины «превосходна, верно продумана и художественно исполнена».

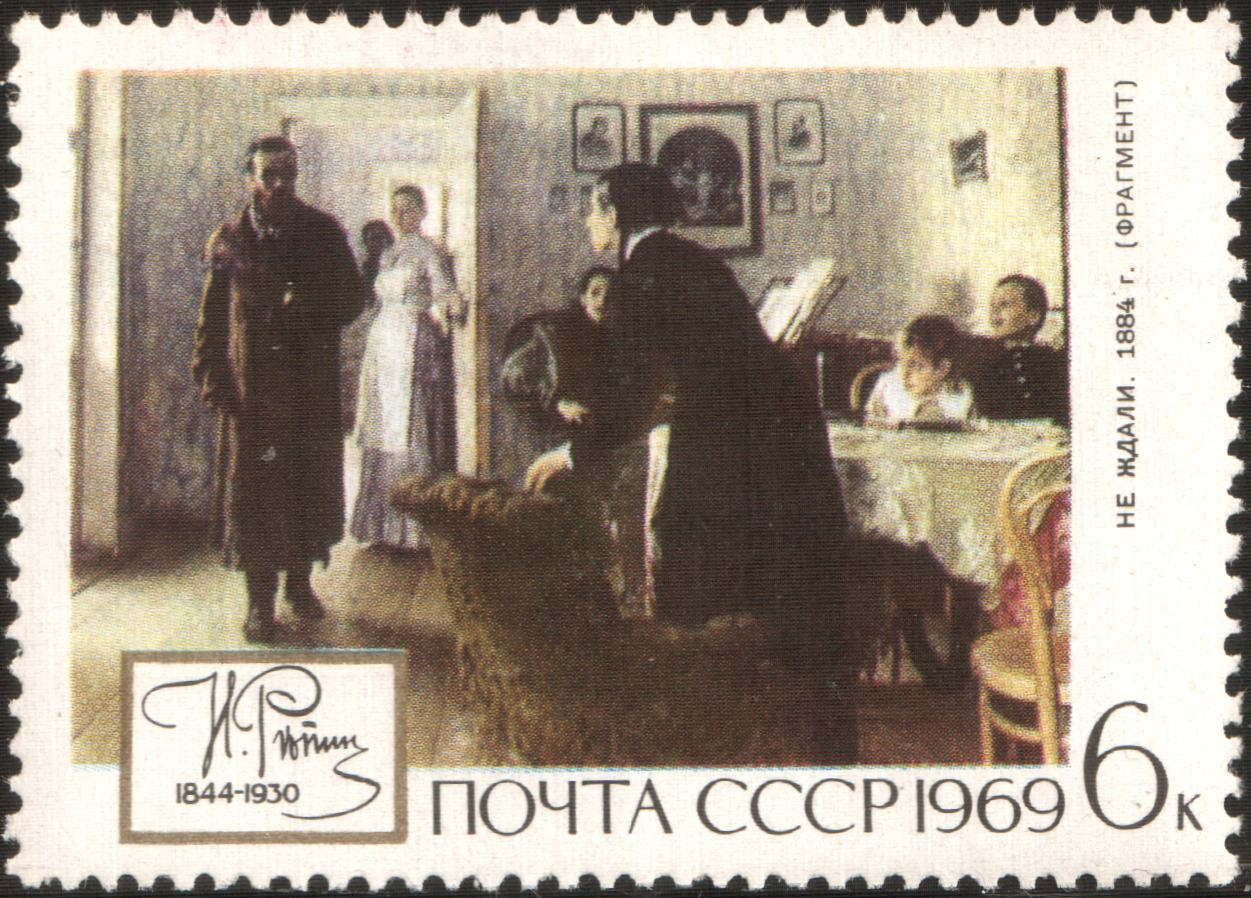
Картина «Не ждали» на почтовой марке СССР 1969 года

Художник и критик Александр Бенуа говорил о своём двойственном отношении к картине «Не ждали». В своей книге «История русской живописи в XIX веке» он отмечал, что слабое место этой картины — «подстроенность фабулы, гримасы актёров, грубость повествования». Он писал, что в этой картине «наш взгляд скользил по ходульной мелодраме, по довольно поверхностно созданным типам, но зато с наслаждением останавливался на превосходно написанном intérieur’е, на сильных серых красках, на бодрой, простой живописи».
Художник и искусствовед Игорь Грабарь писал, что картины «Не ждали» и «Иван Грозный и сын его Иван» стали «высшими точками в творчестве Репина как по силе выражения, так и по живописной мощи». По его словам, в дальнейшем у художника уже не было «таких совершенных созданий», не считая некоторых портретов, которые должны рассматриваться отдельно. Отмечая тот факт, что композиция картины составлялась Репиным на месте, путём наиболее оптимальной расстановки действующих лиц, Грабарь писал, что «эта чисто „репинская система композиции в натуре“ и даёт ту необычайную правдивость и жизненность, которой отличается картина „Не ждали“».
Искусствовед Дмитрий Сарабьянов писал, что в полотне «Не ждали» Илья Репин стремился добиться «максимальной убедительности и естественности композиционного решения», пытаясь сделать зрителя в некотором смысле очевидцем развёртывающегося действия. По словам Сарабьянова, картина «Не ждали», правдиво изображающая российскую действительность и показывающая «самый многогранный, обаятельный образ одного из героев своего времени», является «одной из вершин русской живописи XIX века».
По мнению искусствоведа Алексея Фёдорова-Давыдова, картина «Не ждали» — «выдающееся полотно Репина по красоте и мастерству её живописного решения». Фёдоров-Давыдов отмечал, что написанная в пленэре картина наполнена светом и воздухом, а «её светлый колорит сообщает ей смягчающую драму мягкую и светлую лиричность». Искусствовед писал, что внутренней темой полотна стала «проблема отношения общественного и личного» — в частности, того, как будет принят вернувшийся ссыльный своей семьёй, оправдают ли близкие люди его революционный подвиг. По словам Фёдорова-Давыдова, «найдя и показав действительных героев своего времени, художник совершил большой шаг вперёд в развитии и жанровой и исторической живописи» и «достиг их особого слияния, которое открывало возможность исторической живописи на современные темы».
Искусствовед Татьяна Юденкова отмечала, что картина «Не ждали» находится на «одном из важнейших мест в истории русской художественной культуры второй половины XIX века» и является одним из самых главных произведений русской реалистической живописи XIX века. По словам Юденковой, в творчестве Репина полотно «Не ждали» остаётся непревзойдённым «по глубине проникновения в смысл жизненно важных для русского художественного сознания проблем», и оно представляет собой «важный эпилог и венец» серии народнических картин художника.

## Комментарии
1. ↑  Для датировки событий, происходивших в Российской империи, используется юлианский календарь («старый стиль»).
2. ↑  Статья «Письма к другу» («Новое время», № 2879, 4 марта 1884 года) была опубликована Алексеем Сувориным под псевдонимом «Незнакомец»[68].
3. 1 2  Существовали разные версии родственных связей между действующими лицами, изображёнными на полотне. По одной версии, вошедший мужчина, женщина за роялем, а также сидящие за столом мальчик и девочка все являются братьями и сёстрами — детьми пожилой женщины, привставшей со своего кресла. По другой версии, вернувшийся мужчина — муж молодой женщины, мальчик и девочка — их дети, а пожилая женщина — мать вошедшего[70]. В искусствоведческой литературе XX—XXI веков обычно подразумевается вторая версия[71][72][73].
4. ↑  В связи с коронационными торжествами амнистия была дарована участникам польского восстания 1863 года и высланным за мятеж кавказским горцам, народовольцев в этом списке не было[133].
5. ↑  Технологические исследования картины «Не ждали» были проведены сотрудниками отдела комплексных исследований ГТГ Ю. Б. Дьяконовой, И. А. Касаткиной, Е. А. Любавской, А. А. Мареевым, Н. И. Митраковым и Ю. А. Халтуриным[142].